# РД-0237
РД-0237 — рідинний ракетний двигун із витискувальною системою подачі. Має вузол повороту, що дозволяє здійснювати поворот камери згоряння на 45°. Головний конструктор — Козелков В.П., провідний конструктор — Бородін В.М. Призначений для третьої ступені ракети РС-18. Випускався серійно і зараз експлуатується у складі МБР РС-18.